# Новосеменовка (Липоводолинский район)
Новосеменовка (укр. Новосеменівка) — село, Семеновский сельский совет, Липоводолинский район, Сумская область, Украина. Код КОАТУУ — 5923286202. Население по переписи 2001 года составляло 125 человек.
Село указано на трехверстовке Полтавской области. Военно-топографическая карта.1869 года как хутор Семеновский.

## Географическое положение
Село Новосеменовка находится на правом берегу реки Хорол, выше по течению на расстоянии в 2 км расположено село Семёновка, ниже по течению на расстоянии в 3 км расположено село Кимличка, на противоположном берегу — село Воропаи.
По селу протекает пересыхающий ручей с запрудой. Рядом проходит автомобильная дорога Т-1917.